# Установка підготовки/підземне сховище газу Айона
Установка підготовки/підземне сховище газу Айона (Iona) — інфраструктурний об'єкт газової промисловості Австралії на південному сході країни.
У 1992 році в районі на захід від Мельбурну почали розробку газового родовища Айона. Його облаштування включало власну установку підготовки, що вилучала конденсат та видавала товарний газ по трубопроводу Айона – Портленд.
Запаси родовища були невеликі, натомість існувала нагальна потреба у створенні газового сховища, яке б могло покривати пікові потреби. Як наслідок, в 1998—2001 роках виконали комплекс робіт зі створення на основі виснаженого покладу підземного сховища Айона, яке видало перший газ вже у 1999 році. Сполучення сховища із основною частиною газотранспортної системи штату забезпечили за допомогою бідирекціонального газопроводу Айона – Мельбурн.
Первісно сховище могло забезпечувати видачу 5,3 млн м3 на добу, проте вже у 2003-му цей показник збільшили до 8,5 млн м3, при цьому стало можливим видавати ресурс також у західному напрямку по новому газопроводу Айона – Аделаїда. У 2009-му по завершенні чергового етапу модернізації показник максимальної видачі довели до 15,1 млн м3 на добу. Загальна ємність сховища визначена як 0,58 млрд м3, а потужність по закачуванню становить 3,4 млн м3 на добу.
У 2005-му до підземного сховища Айона (та трубопроводу Айона — Аделаїда) підключили перемичку від установки підготовки Мінерва, а у 2006-му біч-о-біч з Айона ввели в дію газопереробний завод Отвей.
Розміщене на майданчику Айона обладнання для підготовки й далі використовували, зокрема для роботи з продукцією офшорних родовищ, що надходила по трубопроводу Недебі — Казіно — Айона. Проектна потужність цього обладнання становить 1,2 млн м3 на добу.